# Солнечне (Глибоківський район)
Со́лнечне (каз. Солнечное) — село у складі Глибоківського району Східноказахстанської області Казахстану. Входить до складу Бобровського сільського округу.
Населення — 998 осіб (2021; 1065 у 2009, 966 у 1999, 836 у 1989).
Національний склад станом на 1989 рік:
- росіяни — 100 %

Станом на 1989 рік село мало статус селища і називалось Солнечний.